# Mouzon (Ardennes)
Mouzon község Franciaországban, Ardennes megyében. Lakosainak száma 2050 fő (2018. január 1.). Mouzon Amblimont, Autrecourt-et-Pourron, Beaumont-en-Argonne, Euilly-et-Lombut, Létanne, Vaux-lès-Mouzon, Villers-devant-Mouzon, Yoncq, Autréville-Saint-Lambert, Moulins-Saint-Hubert és Pouilly-sur-Meuse községekkel határos.
Új községként 2016. január 1-jén jött létre, amikor a régi Mouzon egyesült Amblimont korábbi községgel.

## Népesség
A település népességének változása:
| Lakosok száma | 3272 | 3232 | 2986 | 2616 | 2516 | 2287 | 2202 | 2419 | 2086 | 2050 |
|               | 1968 | 1975 | 1982 | 1999 | 2006 | 2011 | 2013 | 2016 | 2017 | 2018 |